# Rocasaurus
Rocasaurus ist eine Gattung sauropoder Dinosaurier aus der Gruppe der Titanosauria. Bisher sind lediglich ein Oberschenkelknochen, Beckenknochen sowie Wirbel beschrieben worden, die aus der Oberkreide Argentiniens stammen. Innerhalb der Titanosauria wird Rocasaurus meist zu den Saltasaurinae gezählt – diese Gruppe umfasst die am stärksten abgeleiteten (fortgeschrittenen) Vertreter der Titanosauria. Einzige Art ist Rocasaurus muniozi.

## Merkmale
Der Körperbau zeichnete sich im Vergleich mit den vermutlich nahe verwandten Gattungen Saltasaurus und Neuquensaurus durch proportional längere und schlankere Beinknochen aus. Einzigartige Merkmale finden sich unter anderem in den Schwanzwirbeln: So waren die Wirbelkörper von der Seite betrachtet sehr niedrig; außerdem waren die Schwanzwirbel hochgradig mit luftgefüllten Kammern durchzogen. Weitere besondere Merkmale finden sich in den Beckenknochen – so war das Sitzbein (Ischium) plattenartig und länger als bei Saltasaurus und Neuquensaurus.

## Fund, Forschungsgeschichte und Namensgebung
Die Fossilien stammen aus der Fundstelle Salitral Moreno, die etwa 25 km südlich der Stadt General Roca in der argentinischen Provinz Rio Negro gelegen ist. Der Fundort schließt die untere Subformation der Allen-Formation auf, welche im Oberen Campanium und Unteren Maastrichtium zur Ablagerung kam. Bei den fossilführenden Gesteinsschichten handelt es sich um gelbliche mittel- bis grobkörnige Sandsteine, die fluviatil abgelagert wurden.
Bei dem Holotyp-Exemplar (Exemplarnummer MPCA-Pv 46) handelt es sich um ein Jungtier, das sich aus Fragmenten von Hals-, Rücken-, Kreuzbein- und Schwanzwirbeln, dem Becken – beiden Sitzbeinen (Ischia) sowie dem Schambein (Pubis) – sowie dem linken Oberschenkelknochen (Femur) zusammensetzt. Darüber hinaus wurden Rocasaurus weitere fragmentarische Wirbelfunde aus demselben Fundort zugeschrieben.
Rocasaurus wurde 2000 von den Paläontologen Leonardo Salgado und Claudia Azpilicueta wissenschaftlich beschrieben. Der Name Rocasaurus weist auf die Stadt General Roca, die in der Nähe des Fundorts gelegen ist; die Endung -saurus leitet sich aus dem Griechischen ab und bedeutet "Echse". Der zweite Teil des Artnamens, muniozi, ehrt Juan Carlos Muñoz für seinen dauerhaften Einsatz für die regionale paläontologische Forschung.

## Belege